# Tetaua Taitai
Le docteur Tetaua Taitai, né probablement en 1947, et mort le 6 février 2015, est un homme politique, diplomate, homme d'affaires et médecin gilbertin, originaire de l'atoll de Tabiteuea.
Il est le premier Haut-commissaire des Kiribati aux Fidji, avant de devenir ministre, notamment sous la présidence de son beau-frère Teburoro Tito dans les années 1990,.
En novembre 2011, à la suite des élections législatives au cours desquelles il conserve son siège de député de Tabiteuea-Nord, Tatai brigue avec succès la direction du parti Karikirakean Tei-Kiribati. Fort de ce soutien, il se présente à l'élection présidentielle du 13 janvier 2012, face au président sortant Anote Tong et à Rimeta Beniamina, l'homme qu'il avait évincé de la tête du KTK. Tatai recueille 35,02 % des suffrages, nettement devancé par Tong, qui est réélu,.
Chef de l'opposition à la suite de cette défaite, il meurt d'un cancer le 6 février 2015.